# Jens Vibjerg
Jens Vibjerg (født 1. februar 1949 i Give) er tidligere gårdejer, dansk politiker og folketingsmedlem fra partiet Venstre. Han er  søn af Gunner Vibjerg og Helga Vibjerg. Han blev valgt ind i Folketinget i 1994 og var medlem frem til Folketingsvalget i 2011, hvor han ikke genopstillede.
Vibjerg var selvstændig landmand fra 1972 til 2006. I 2005 blev han Ridder af Dannebrog.

## Politisk karriere
- Folketingsmedlem for Vejle Nord kredsen fra 21. september 1994.
- Formand for Vejle Amts Landboungdom 1974-82.
- I ledelsen af Danmarks Landboungdom 1976-82.
- Medlem af Europæisk Råd for Unge Landmænd 1977-82.
- Formand for Give Mejeri og medlem af repræsentantskabet for Mejeriselskabet Danmark 1976-86.
- Medlem af repræsentantskabet for Mejeriernes Fællesorganisation 1981-86.
- Medlem af bestyrelsen for Give og Omegns Landboforening 1978-92.
- Formand for Regionsudvalget for Planteavl 1983-91 og i samme periode medlem af Landsudvalget for Planteavl.
- Medlem af Give Kommunalbestyrelse 1986-94.
- Formand for Teknisk Udvalg 1994 og for ligningskommissionen og skatteankenævnet 1989-94.
- Medlem af bestyrelsen for Kommuneforeningen i Vejle Amt 1991-94.
- Medlem af Arbejdsmarkedsnævnet fra 1991 og af repræsentantskabet for Naturgas Syd 1990-94.
- Medlem af fællesudvalget vedrørende sundhedsområdet og af bestyrelsen for Amtscentralen for undervisningsmidler til 1994.
- Medlem af Folketingets Arbejdsmarkedsudvalg fra 1998, formand fra 2001.
- Medlem af Miljø- og Planlægningsudvalget samt Folketingets Kommunaludvalg fra 1994.
- Præsident for Beredskabsforbundet fra 1999 til 2004.
- Medlem af Naturklagenævnet fra 2001. Desuden Venstres ordfører for førtidspension og fleksjob.

## Uddannelse
- Realeksamen 1966.
- Landbrugsuddannet 1972.